# 对数求和不等式
对数求和不等式（Log sum inequality）是一个不等式 ，可用于证明信息论中的多个定理。 

## 定理陈述
对任何非负实数 {\displaystyle a_{1},\ldots ,a_{n}} 和正数 {\displaystyle b_{1},\ldots ,b_{n}} ，并记
{\displaystyle a:=\sum _{i=1}^{n}a_{i}} 及 {\displaystyle b:=\sum _{i=1}^{n}b_{i}}
则有如下的对数求和不等式：
{\displaystyle \sum _{i=1}^{n}a_{i}\log {\frac {a_{i}}{b_{i}}}\geq a\log {\frac {a}{b}},}
上式中，等号成立的充分必要条件是所有 {\displaystyle a_{i}/b_{i}} 都相等。 

## 证明
设辅助函数 {\displaystyle f(x)=x\log x} ，容易验证这个函数是一个凸（Convex）函数，我们有 
{\displaystyle {\begin{aligned}\sum _{i=1}^{n}a_{i}\log {\frac {a_{i}}{b_{i}}}&{}=\sum _{i=1}^{n}b_{i}f\left({\frac {a_{i}}{b_{i}}}\right)=b\sum _{i=1}^{n}{\frac {b_{i}}{b}}f\left({\frac {a_{i}}{b_{i}}}\right)\\&{}\geq bf\left(\sum _{i=1}^{n}{\frac {b_{i}}{b}}{\frac {a_{i}}{b_{i}}}\right)=bf\left({\frac {1}{b}}\sum _{i=1}^{n}a_{i}\right)=bf\left({\frac {a}{b}}\right)\\&{}=a\log {\frac {a}{b}},\end{aligned}}}
推导中第二行的不等号，是由琴生不等式得到的 （可验证 {\displaystyle {b_{i}}/{b}\geq 0} ， {\displaystyle \sum _{i}{b_{i}}/{b}=1}）。 

## 应用
对数求和不等式可用于证明信息论中的几个不等式，例如吉布斯不等式或KL散度的基本性质 。 
例如，证明吉布斯不等式时，将 {\displaystyle p_{i}}看作 {\displaystyle a_{i}} ，将 {\displaystyle q_{i}} 看作 {\displaystyle b_{i}}，得到 
{\displaystyle \mathbb {D} _{\mathrm {KL} }(P\|Q)\equiv \sum _{i=1}^{n}p_{i}\log _{2}{\frac {p_{i}}{q_{i}}}\geq 1\log {\frac {1}{1}}=0.}

## 一般情形
这个不等式对于收敛的无穷级数亦成立，即当 {\displaystyle n=\infty } 时，附加假设 {\displaystyle a<\infty } 和 {\displaystyle b<\infty } 即可使不等式成立。  
另一种推广则是将对数函数一般化。只要将对数函数换为任何一个{\displaystyle g(x)}，其使得{\displaystyle f(x)=xg(x)} 是一个凸（Convex）函数即可。2004年，Csiszár证明了将对数函数换成一个单调非减函数，定理亦成立。 